# Левчук, Вячеслав Дмитриевич
Вячеслав Дмитриевич Левчук (бел. Вячаслаў Дзмітрыевіч Ляўчук; род. 19 мая 1971, Гомель) — советский и белорусский футболист, выступавший на позициях центрального и крайнего защитника, затем — белорусский футбольный тренер.

### Карьера игрока
Воспитанник гомельской ДЮСШ, первый тренер Леонид Борсук. В 1987 году начал играть на взрослом уровне за местный клуб «Гомсельмаш» и за пять сезонов провёл более 100 матчей во второй и второй низшей лигах СССР.
В 1992 году перешёл в «Днепр» (Могилёв) и за два сезона сыграл 19 матчей в высшей лиге Белоруссии. Стал серебряным призёром чемпионата и финалистом Кубка Белоруссии 1992 года. В 1993 году перешёл в мозырское «Полесье» (позднее — МПКЦ, «Славия»), с которым спустя два сезона вышел из первой лиги в высшую, в осеннем сезоне 1995 года стал серебряным призёром чемпионата Белоруссии, а в 1996 году — чемпионом и обладателем Кубка страны.
В 1997 году вернулся в «Гомель» и в том же сезоне стал победителем первой лиги, затем три сезона выступал за команду в высшей лиге. В 1999 году стал бронзовым призёром чемпионата. В 29-летнем возрасте завершил игровую карьеру.
Всего в высшей лиге Белоруссии сыграл 113 матчей и забил 2 гола.

### Карьера тренера
В 2001 году вошёл в тренерский штаб «Гомеля», а в 2002—2003 годах возглавлял «Гомель-2», игравший во второй лиге. Затем много лет работал шеф-скаутом и селекционером в молдавском «Шерифе», снова в «Гомеле», украинских «Карпатах» (Львов) и «Севастополе». В 2014 году снова вернулся в «Гомель», где работал тренером по научно-методической работе, в этот период получил тренерскую лицензию «А» (в 2019 году — категории «PRO»).
В 2018 году возглавил могилёвский «Днепр», но работал с командой только в первой половине сезона. В июле того же года возглавил «Спутник» (Речица), команда в 2018 году финишировала на третьем месте во второй лиге и со следующего сезона играла в первой лиге. Победитель первой лиги 2020 года. 4 июня 2021 года покинул пост главного тренера «Спутника».
6 июня 2021 года могилёвский «Днепр» объявил о назначении Левчука на должность главного тренера, в январе 2022 года покинул пост. Возглавил команду «Рубин» (Ялта).
В апреле 2025 года возглавил казахстанский клуб «Актобе» в статусе исполняющего обязанности главного тренера. Сменил на этом посту украинского специалиста Игоря Леонова. 10 августа 2025 года оставил должность по причине неудовлетворительных результатов. В день отставки «Актобе» в матче чемпионата Казахстана уступил «Елимаю» со счетом 1:2. Под руководством Левчука команда неудачно выступила в еврокубках, уступив в Лиге Европы «Легии» и в Лиге конференций пражской «Спарте». Также команда завершила выступление в Кубке Казахстана на стадии 1/8 финала.